# Camarões nos Jogos Olímpicos de Verão de 1996
Camarões mandou 15 competidores para os Jogos Olímpicos de Verão de 1996, em Atlanta, nos Estados Unidos. A delegação não conquistou medalhas.

## Desempenho

### Atletismo
Masculino
| Atleta                                                                      | Evento              | Eliminatórias | Eliminatórias | Quartas-de-final | Quartas-de-final | Semifinais  | Semifinais  | Final       | Final       |
| Atleta                                                                      | Evento              | Res.          | Pos.          | Res.             | Pos.             | Res.        | Pos.        | Res.        | Pos.        |
| --------------------------------------------------------------------------- | ------------------- | ------------- | ------------- | ---------------- | ---------------- | ----------- | ----------- | ----------- | ----------- |
| Benjamin Sirimou                                                            | 100 m               | 10.58         | 5º/bat. 12    | Não avançou      | Não avançou      | Não avançou | Não avançou | Não avançou | Não avançou |
| Benjamin Sirimou                                                            | 200 m               | 21.00         | 5º/bat. 4     | Não avançou      | Não avançou      | Não avançou | Não avançou | Não avançou | Não avançou |
| Alfred Moussambani Benjamin Sirimou Aimé-Issa Nthépé Claude Toukéné-Guébogo | Revezamento 4x100 m | 39.81         | 5º/bat. 1     |                  |                  | Não avançou | Não avançou | Não avançou | Não avançou |

Feminino
| Atleta                                                                 | Evento              | Eliminatórias | Eliminatórias | Quartas-de-final | Quartas-de-final | Semifinais  | Semifinais  | Final       | Final       |
| Atleta                                                                 | Evento              | Res.          | Pos.          | Res.             | Pos.             | Res.        | Pos.        | Res.        | Pos.        |
| ---------------------------------------------------------------------- | ------------------- | ------------- | ------------- | ---------------- | ---------------- | ----------- | ----------- | ----------- | ----------- |
| Myriam Mani                                                            | 100 m               | 11.76         | 7º/bat. 2     | Não avançou      | Não avançou      | Não avançou | Não avançou | Não avançou | Não avançou |
| Georgette N'Koma                                                       | 200 m               | 23.68         | 7º/bat. 6     | Não avançou      | Não avançou      | Não avançou | Não avançou | Não avançou | Não avançou |
| Myriam Mani Georgette N'Koma Edwige Abéna Fouda Sylvie Mballa Eloundou | Revezamento 4x100 m | DNF           | DNF           |                  |                  |             |             | Não avançou | Não avançou |

### Boxe
| Atleta               | Peso        | Fase de 32              | Oitavas de final       | Quartas de final       | Semifinais             | Final                  | Final |
| Atleta               | Peso        | Adversário e resultado  | Adversário e resultado | Adversário e resultado | Adversário e resultado | Adversário e resultado | Pos.  |
| -------------------- | ----------- | ----------------------- | ---------------------- | ---------------------- | ---------------------- | ---------------------- | ----- |
| Elvis Konamegui      | Pena        | ARM A. Gevorgyan D 3-10 | Não avançou            | Não avançou            | Não avançou            | Não avançou            | =17º  |
| Ernest Atangana Mboa | Meio-médio  | PUR D. Santos D RSC     | Não avançou            | Não avançou            | Não avançou            | Não avançou            | =17º  |
| Bertrand Tietsia     | Médio       | KOR Mun I. V 12-2       | IRL B. Magee D 6-11    | Não avançou            | Não avançou            | Não avançou            | =9º   |
| Paul Mbongo          | Meio-pesado | KEN P. Odhiambo V 15-6  | CAN T. Amos-Ross D 3-7 | Não avançou            | Não avançou            | Não avançou            | =9º   |

### Halterofilismo
| Atleta               | Categoria           | Arranque | Arranque | Arremesso | Arremesso | Total | Total |
| Atleta               | Categoria           | Kg       | Pos.     | Kg        | Pos.      | Kg    | Pos.  |
| -------------------- | ------------------- | -------- | -------- | --------- | --------- | ----- | ----- |
| Samson N'Dicka-Matam | Até 64 kg masculino | 125,0    | 19º      | 155,0     | 22º       | 280,0 | 25º   |

### Judô
Masculino
| Atleta             | Categoria | Pos. |
| ------------------ | --------- | ---- |
| Serge Biwole Abolo | -86 kg    | =13º |

### Lutas
Masculino
| Atleta             | Categoria       | Fase de 32             | Oitavas de final       | Quartas de final               | Semifinais             | Final                  | Final |
| Atleta             | Categoria       | Adversário e resultado | Adversário e resultado | Adversário e resultado         | Adversário e resultado | Adversário e resultado | Pos.  |
| ------------------ | --------------- | ---------------------- | ---------------------- | ------------------------------ | ---------------------- | ---------------------- | ----- |
| Anthony Avon Blume | Livre até 74 kg | BUL P. Paskalev D 0-10 | Repescagem: Bye        | Repescagem: CAN D. Hohl D 0-10 | Não avançou            | Não avançou            | 20º   |

Legenda
| Recorde mundial      | Recorde mundial (World record)               |                       | Recorde africano                      | Recorde africano (African) |                                           | Q | Classificado por posição (Qualified) |
| Recorde olímpico     | Recorde olímpico (Olympic record)            | Recorde da América    | Recorde da América (Americas)         | q                          | Classificado por melhor tempo (Qualified) |   |                                      |
| Melhor marca do ano  | Melhor marca do ano (World leading)          | Recorde asiático      | Recorde asiático (Asian)              | DNS                        | Não largou (Did not start)                |   |                                      |
| Recorde nacional     | Recorde nacional (National record)           | Recorde europeu       | Recorde europeu (European)            | DNF                        | Não terminou (Did not finish)             |   |                                      |
| Recorde pessoal      | Recorde pessoal do atleta (Personal best)    | Recorde da Oceania    | Recorde da Oceania (Oceania)          | DSQ / DQ                   | Desclassificado (Disqualified)            |   |                                      |
| Recorde da temporada | Recorde da temporada do atleta (Season best) | Recorde sul-americano | Recorde sul-americano (South America) | NM                         | Sem marca (No mark)                       |   |                                      |